# Акбарова, Адалят Аскаровна
Адалят Аскаровна Акбарова (15 июня 1948, с. Шелек, Энбекшиказахский район, Алматинская область, Казахская ССР, СССР — 8 февраля 2022) — советская, казахская и уйгурская артистка балета, педагог, ведущая солистка балета Государственного республиканского уйгурского театра музыкальной комедии имени К. Кужамьярова в 1968—1989 годах. Заслуженная артистка Республики Казахстан (1998), Кавалер ордена «Құрмет» (2017).

## Биография
Родилась 15 июня 1948 года в селе Шелек, Энбекшиказахский район, Алматинкой области в семье композитора, музыканта, и одного из основоположников Уйгурского театра — Аскаржана Акбарова и Халимы Акбаровой, артистки уйгурского театра.
В 1959 году поступила в Алма-Атинское хореографическое училище, которое окончила училище в 1968 году и получила диплом квалификации «артист балета».
После окончания училища — с 1968 по 1989 годы — ведущая солистка балета Государственного республиканского уйгурского театра музыкальной комедии имени К. Кужамьярова. Впервые в историй Уйгурского театра Адалят Аскаровна встала на пуанты.
С 1989 по 2013 годы — педагог-репетитор в Государственном республиканском уйгурском театре музыкальной комедии имени К. Кужамьярова.
В 2000 г. окончила Казахский государственный институт театра и кино имени Т. Жургенова на «режиссёра-хореографа» (диплом с отличием). С 2001 по 2006 годы — педагог Казахская национальная академия искусств имени Т. К. Жургенова по «Восточному танцу». Опубликованы 9 статей в сборниках Международных научно-практических конференциях в период 2003—2008 гг., а также в научных журналах: «Достояние Нации» («Новаторские поиски Салимы Акбаровой», 2005 г.), «Высшая школа Казахстана» («Интерпретация танцев в мукамах» 2005 г.), «Поиск» («Музыка и танец в мукамах» 2005 г.) и др.
За годы работы в институте выпустила немало талантливых студентов, которые впоследствии стали ведущими молодыми специалистами: Тихонов С. — заслуженный артист РК. Дубровина И. — ведущий педагог современного танца; Алиева Г. — Почетный работник образования РК, Горшкова Е. — заведующий профессионально-сценической практикой; Бахарова Г. — педагог хореографии в КазНАИ им. Т. Жургенова; Алиева Ф. — педагог специальных дисциплин АХУ им. А. В. Селезнева и РЭЦК.
С 2006 по 2021 год являлась педагогом восточного танца в Алматинском хореографическом училище имени А. Селезнева. За период работы в училище подготовила свыше 50 лауреатов и дипломантов международных хореографических конкурсов.
Умерла 8 февраля 2022 года.

## Творчество
- В 1978 году А. Акбарова участвовала в Международном музыковедческом симпозиуме «Профессиональная музыка устной традиции народов ближнего и среднего Востока и современность» в городе Самарканд (Узбекистан), где она впервые ознакомилась с Мукамами Средней Азии. Симпозиум сыграл важную роль в дальнейшей творческой жизни исполнителя Адалят Аскаровны.
- В 1983 году в составе концертной бригады выступала с концертами в Демократической Республике Афганистан.
- В 1986 году в составе делегации ЦК ЛКСМ Казахстана, участвовала в праздновании Дня Военно-Морского флота СССР в г. Ленинград и Кронштадт.
- Работая в театре Акбарова одновременно была солисткой в ансамблях «Нава», «Яшлык» и драматической труппе. Участвовала в внутрисоюзных и зарубежных гастролях.
- В 2001 году А. Акбаровой был организован уйгурский танцевальный ансамбль при «Доме Дружбы», который успешно выступал в фестивалях юных дарований «Солнышко», посвященный Международному Дню защиты детей (Алматы, 2003—2005 гг.), в частном благотворительном фонде «Парзант» для детей-сирот Амины Аджибаевой, которая является президентом фонда, воспитывающая более 50 детей-сирот. Ансамбль участвовал в концертных программах: «Мир спасется красотой», «Народы Кавказа», выступление в Казахско-Американском университете (КАУ) в фестивале «Метро-Интернешнл», подготовленном Студенческой ассамблеей «Бірлік» и т. д.
- В 1983 году на студии казахфильм был снят фильм-концерт Танцует Адалят Акбарова.

## Награды
- 1998 — Адалят Аскаровна Акбарова была удостоена высокой наградой «Заслуженная артистка Республики Казахстан», которую лично вручил Глава Государства Н. А. Назарбаев.
- 2017 — Орден Курмет (за большие заслуги в развитии казахского хореографического искусства)[2]
- Почетный гражданин Уйгурского района (Алматинская область).